# Clubul Sportiv Mioveni 2011-2012

## Rosa
| N. |                    | Ruolo | Calciatore          |
| -- | ------------------ | ----- | ------------------- |
| 1  | Romania (bandiera) | P     | Cristian Hăisan     |
| 2  | Romania (bandiera) | D     | Ionuț Voicu         |
| 3  | Romania (bandiera) | D     | Ilie Baicu          |
| 4  | Romania (bandiera) | D     | Mihai Olteanu       |
| 5  | Romania (bandiera) | C     | Marius Gălan        |
| 6  | Romania (bandiera) | C     | Andrei Mărgăritescu |
| 7  | Romania (bandiera) | D     | Bogdan Stoica       |
| 8  | Romania (bandiera) | A     | Andrei Nilă         |
| 9  | Romania (bandiera) | C     | Gabriel Enache      |
| 10 | Romania (bandiera) | C     | Iulian Vladu        |
| 11 | Romania (bandiera) | A     | Daniel Stan         |
| 12 | Romania (bandiera) | P     | Octavian Popescu    |
| 13 | Romania (bandiera) | D     | Constantin Bumbac   |
| 17 | Romania (bandiera) | C     | Alexandru Mandea    |
| 18 | Brasile (bandiera) | A     | Roberto Ayza        |

| N. |                    | Ruolo | Calciatore         |
| -- | ------------------ | ----- | ------------------ |
| 20 | Romania (bandiera) | A     | Claudiu Ionescu    |
| 21 | Romania (bandiera) | C     | Mihai Dina         |
| 22 | Romania (bandiera) | P     | Valentin Coca      |
| 23 | Romania (bandiera) | D     | George Neagu       |
| 24 | Romania (bandiera) | C     | Vasile Gheorghe    |
| 25 | Romania (bandiera) | A     | Adrian Neaga       |
| 26 | Romania (bandiera) | C     | Valentin Coșereanu |
| 30 | Romania (bandiera) | A     | Ciprian Tănasă     |
| 31 | Romania (bandiera) | D     | Adrian Iordache    |
| 33 | Romania (bandiera) | C     | Dan Săndulescu     |
| 80 | Romania (bandiera) | C     | Nicolae Dică       |
| —  | Romania (bandiera) | C     | George Sandu       |